# Valporquerói-barlang
A Valporquerói-barlang (spanyolul: Cueva de Valporquero) a spanyolországi León tartomány egyik nevezetessége.

## Története
A barlang kialakulása több mint egymillió évvel ezelőtt, a pleisztocén korban kezdődött, amikor a ma Valporquerói-pataknak nevezett vízfolyás elkezdett beszivárogni a mészkőhegységben található repedésekbe, majd lassan kivájta, kioldotta a kőzeteket. A turisták előtt 1966-ban nyitották meg, miután kiépítették benne a megfelelő infrastruktúrát, többek között a világítást.

## Leírás
A barlang Spanyolország északi részén, Kasztília és León autonóm közösség León tartományában található, Vegacervera község területén, Valporquero de Torío település délkeleti szomszédságában, a tenger szintje felett 1309 méterrel. Bent a hőmérséklet 7 °C, a levegő páratartalma 99%. Termeinek és sziklaalakzatainak számos fantázianevet adtak, így például megtalálható itt egy Pisai torony, egy Ikrek és egy Szűzanya a gyermekkel nevű alakzat is.
A barlang egy része turisták számára is látogatható, méghozzá a következő részek: a 100 000 m³-es Gran Rotonda („nagy körforgalom”), a Pequeñas Maravillas („kis csodák”), az esős időben egy 15 méter magas vízesést is tartalmazó Hadas („tündérek”), a Cementerio Estalactítico („cseppköves temető”), a több mint 200 méter hosszú folyosót alkotó Gran Vía („nagy út”), a Columna Solitaria („magányos oszlop”) és a Maravillas („csodák”). A barlangban vezető, hidakat és lépcsőket is tartalmazó kiépített út több mint 1 km-es. A barlang látogatását leginkább ősztől tavaszig javasolják, főként akkor, amikor csapadékosabb időszak van, és a bent folyó patak bővizűbb.

## Képek

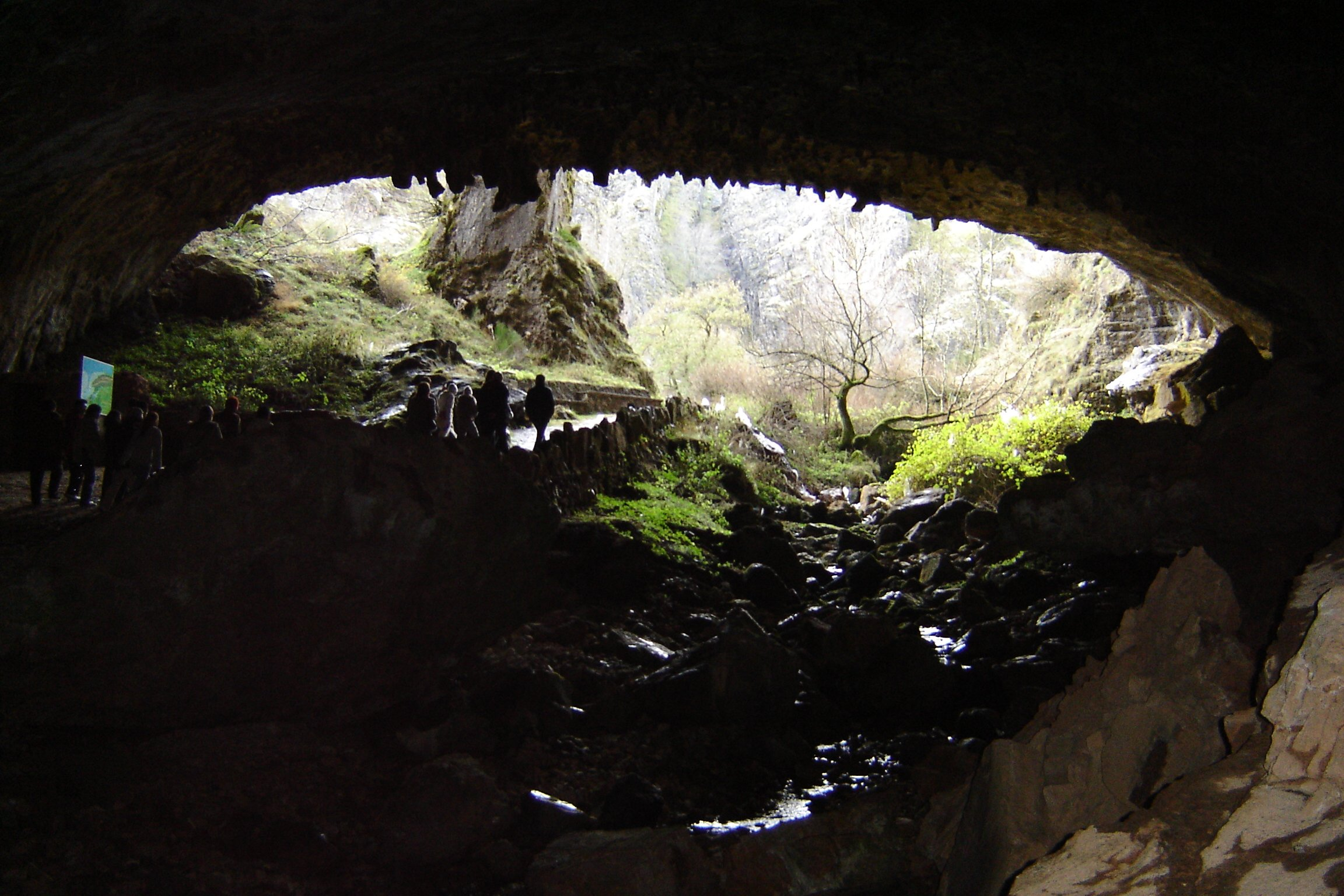
A bejárat
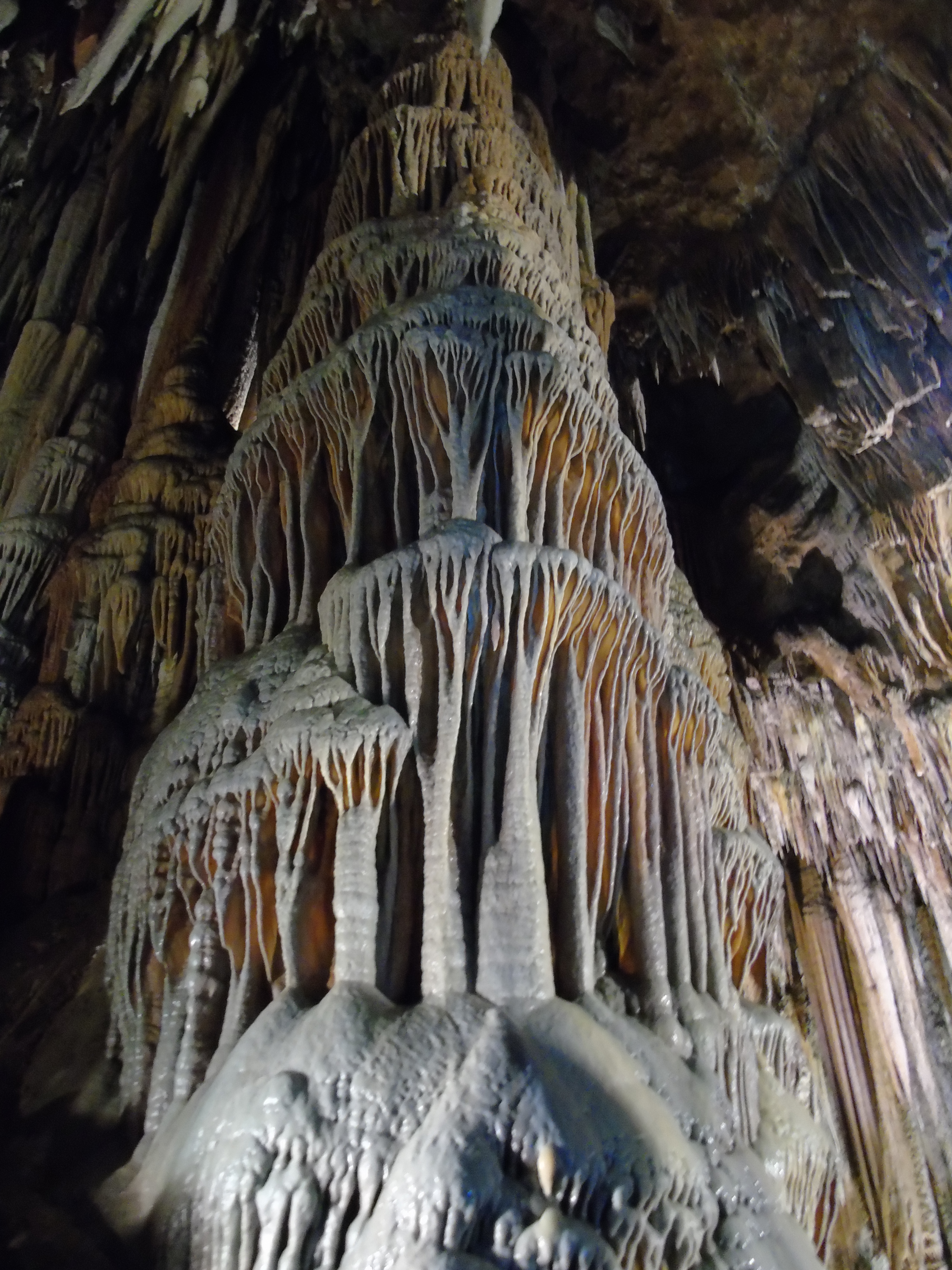
Cseppkövek
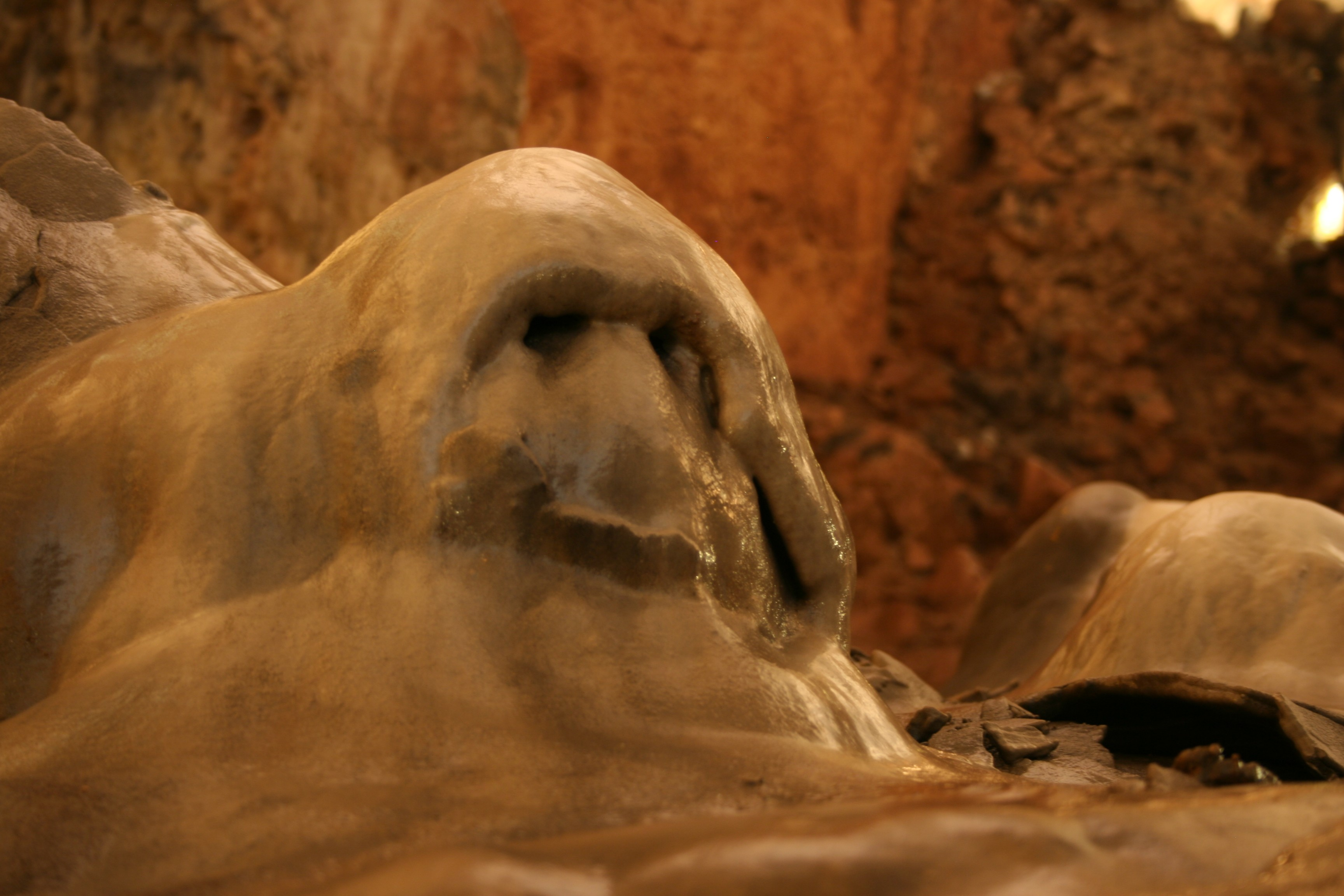
Érdekes alakú mészkőképződmény
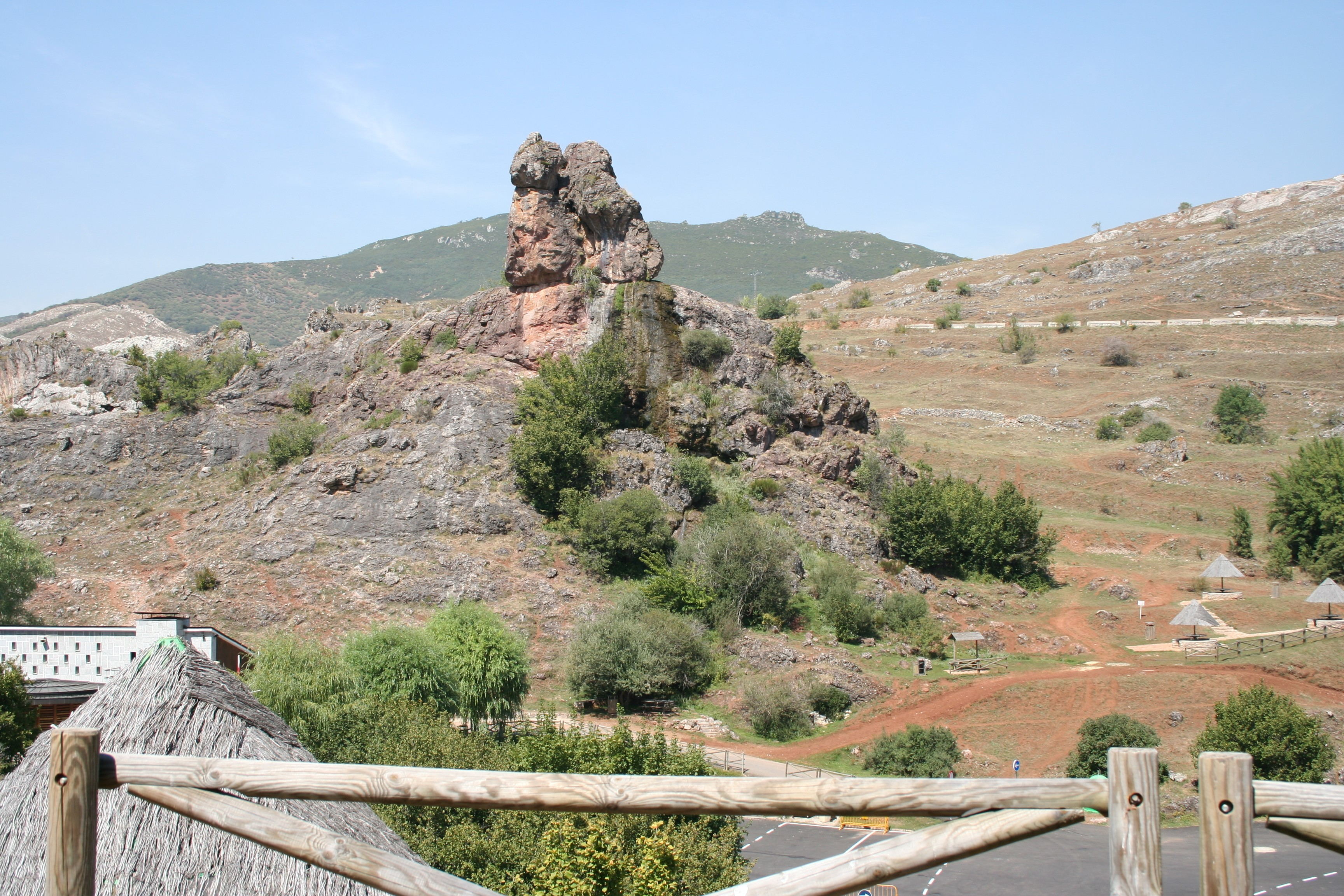
Táj a barlang bejárata mellett